# Ферари F2007
Ферари F2007 (Ferrari F2007) е болид който тима на Ферари ще използва в стартовете от календара на ФИА - Световен шампионат на Формула 1 (2007).
Болида е представен за първи път на 14 януари 2007 година. Главни проектанти са Алдо Коста и Никола Томбази.
Колата е доработен вариант на болида 248 F1, с който Ферари завърши сезон 2006, и с който се бореше с тима на Рено за Световната титла през същата година. Болида е с нова аеродинамична схема (новата аеродинамика и детайлите се пазят в строга тайна), междуосието е по-дълго с 85 милиметра, променен е кокпита.
Скоростната кутия е нова, снабдена с нова система за бързо превключване и със 7 (+задна) предавки.